# Adolf Goetzberger
Adolf Goetzberger   (Múnic, 29 de novembre de 1928 - 24 de febrer de 2023) fou un físic alemany.
Adolf Goetzberger va començar la recerca científica en el camp dels semiconductors. El 1955 es va doctorar a Múnic amb una tesi sobre la cristal·lització de capes d'antimoni dipositades en vapor. Va treballar amb el premi Nobel i coinventor del transistor William Shockley a Palo Alto, Califòrnia, i als Bell Laboratories de Murray Hill a l'estat de Nova Jersey.
El 1968 va tornar a Alemanya i va dirigir l'Institut Fraunhofer de Física Aplicada de l'Estat Sòlid a Friburg. El 1971, la Universitat de Friburg de Brisgòvia el va nomenar professor honorari a la Facultat de Física.
El 1981 va fundar l'Institut Fraunhofer de Sistemes d'Energia Solar a Friburg, que va dirigir de 1981 a 1993. En poc temps va esdevenir una institució capdavantera en el camp de la recerca sobre energia solar. Els preparatius per això van començar cinc anys abans l'any 1976 quan va inventar i patentar el col·lector de fluorescència. Tres anys més tard, va patentar la seva idea d'agrofotovoltaica, que va desenvolupar juntament amb Armin Zastrow. En temps quan moltes terres agrícoles es perdien per la urbanització volia trobar solucions per compaginar les dues activitats, sense sacrificar terres de conreu.
De 1993 a 1997 va presidir la Deutsche Gesellschaft für Sonnenenergie («Associació alemanya de l'energia solar»).

## Reconeixement
El 1983, va ser el primer investigador alemany a rebre el premi J. J. Ebers de la American IEEE Electron Devices Society pels resultats de la seva recerca en el desenvolupament del transistor d'efecte de camp de silici. El 1989 va rebre la Medalla al Mèrit de Baden-Württemberg i el 1992 la Creu Federal al Mèrit, de primera classe. El 1993 va rebre el premi ISES Achievement through Action. El 1995 la Universitat d'Uppsala li va atorgar un doctorat honoris causa. El 1997 van seguir la medalla Karl Boer, el premi Becquerel i el premi William R. Cherry. El 2006, Solar World AG li va concedir el premi Einstein 2006 i Eurosolar el premi solar europeu. L'any 2009 va rebre el Premi a l'Inventor Europeu de l'Oficina Europea de Patents per a la seva trajectòria.